# Novela caballeresca

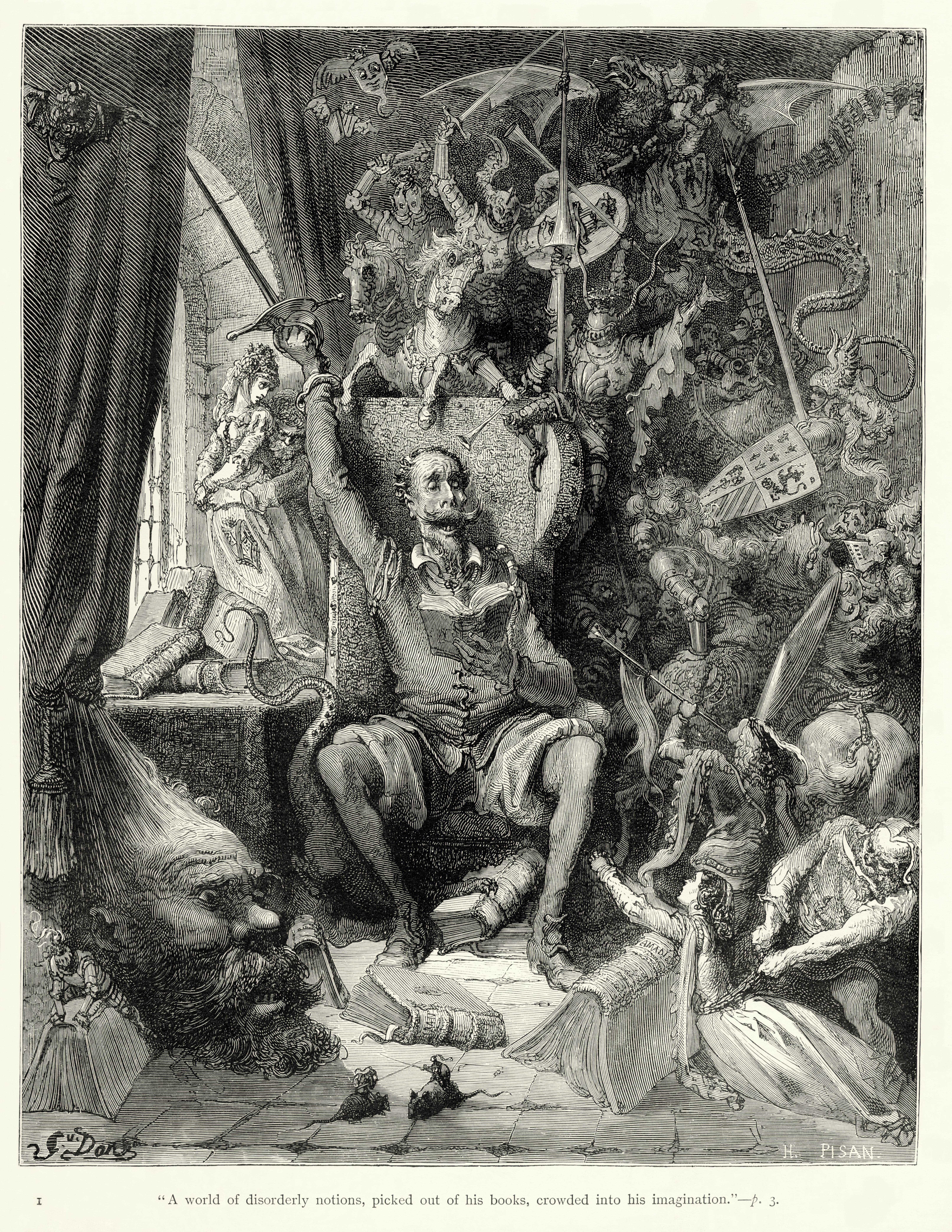
Don Quijote leyendo novelas caballerescas. Ilustración del libro Don Quijote de la Mancha.

Aunque algunos confunden novela caballeresca y libro de caballerías, existe una diferencia esencial entre los dos géneros: las novelas caballerescas remiten a un mundo posible, y a veces real, cuando se trata de biografías de caballeros que pertenecen a la historia. Por el contrario, los libros de caballerías están repletas de gigantes, dragones, magos y brujas, ungüentos y otras inverosimilitudes fantásticas.
No parece correcto considerar «novela caballeresca» como sinónimo de «libro de caballerías», ya que, como consta, se trata de dos géneros muy diferentes.

## Diferencias entre el libro de caballerías y las novelas caballerescas
A lo largo de la Edad Media, se produjeron múltiples transformaciones sociales, la nobleza deja de ser una clase social bárbara, cuya mentalidad se centra solo en la guerra y la conquista, para convertirse en una aristocracia refinada, con ideales tales como la heroicidad y el amor. Esta transformación social  se reflejó en la  evolución literaria que se originó en este periodo y que dio lugar al origen de la novela.
De la tradición narrativa basada en la inspiración artúrica surgen los libros de caballerías que tuvieron una gran acogida hasta el siglo XII, y de ellos posteriormente se evolucionó hacia la novela caballeresca que surgió a mediados del siglo XV, con sus propias características literarias, por tanto no podemos confundir los libros de caballerías con la novela caballeresca.
Este artículo pretende poner de manifiesto las diferencias entre ambos estilos, reflejando las particularidades típicas de cada uno de ellos.

## Características de los libros de caballerías
Estos libros narran las hazañas fantásticas e increíbles de un caballero, como personaje principal, considerado un héroe, cuyo origen viene de un nacimiento épico y extraordinario, las cualidades de este personaje son inverosímiles y fantásticas, tales como una fuerza sobrenatural, el don de la magia, es mitificado como un personaje omnipotente e invencible.
Los libros de caballerías sitúan la historia en lugares lejanos y exóticos, recreando escenarios fantásticos y en un tiempo no contemporáneo, sino en épocas lejanas e incluso míticas. 
En el trasfondo de las historias de caballeros aparecen seres irreales con los cuales debe luchar, tales como gigantes, dragones, serpientes enormes, y brujas, de los cuales siempre sale victorioso.
Y en sus aventuras suelen aparecer personajes secundarios, los cuales ofrecen su ayuda tales como enanos, o magos…
Resultan libros muy extensos llenos de aventuras fantásticas, en las cuales siempre se abren nuevos caminos para que el héroe salga victorioso de toda gesta. Amadís de Gaula sería el principal referente en este tipo de libros de caballerías.

## Características de las novelas caballerescas
Surgen en el siglo XV, y tienen como intención ser un reflejo contemporáneo de los caballeros de dicha época, por lo tanto tratan de ser lo más verosímil y reales posible.
Los personajes principales recaen sobre caballeros fuertes y valientes pero sin sobrepasar las capacidades normales del ser humano, los cuales deben realizar gestas de dimensiones reales,  que cualquier otro caballero podría realizar. Y para ello deben valerse de su inteligencia, astucia y valor.
Se caracterizan por ser nobles, leales, honorables y fieles a sus deberes éticos.
La acción se sitúa sobre lugares reales fácilmente reconocibles por los lectores u oyentes, y transcurre en un tiempo coetáneo al lector.
En su intento por querer reflejar la realidad del momento, en este tipo de novelas aparecen personajes, batallas, o hazañas reales de la época. 
Son referentes de este tipo, las novelas valencianas Tirante el Blanco y Curial e Güelfa.